# Spuk in Hill House (Roman)
Spuk in Hill House (Originaltitel: The Haunting of Hill House) ist ein Horrorroman der US-amerikanischen Schriftstellerin Shirley Jackson, der 1959 veröffentlicht wurde. Als Finalist beim National Book Award, einem der renommiertesten Literaturpreise in den Vereinigten Staaten, wurde der Roman als eine der besten Gespenstergeschichten seiner Zeit gelobt. Der Roman wurde zweimal verfilmt (Bis das Blut gefriert, 1963 und Das Geisterschloss, 1999) sowie als Theaterstück inszeniert und diente als Handlungsbasis der Netflix-Serie Spuk in Hill House. Jacksons Roman setzt seinen Fokus mehr auf den Gruseleffekt als auf reinen Horror, um Emotionen beim Leser hervorzurufen. Dabei wird besonderer Wert auf das komplexe Verhältnis der mysteriösen Handlungen und der Psyche der jeweiligen Figuren gelegt.

## Handlung
Hill House ist ein Anwesen in einem nicht genau spezifizierten Ort, welcher sich aber inmitten einer von Hügeln umgebenen Landschaft befindet. Die Protagonisten des Romans sind Dr. John Montague, ein Erforscher von übernatürlichen Ereignissen, Eleanor Vance, eine schüchterne junge Frau, welche sich um ihre pflegebedürftige Mutter kümmert und dabei ein zurückgezogenes Leben führt, Theodora, eine extravagante, bohemische Künstlerin und Luke Sanderson, der junge Erbe von Hill House, welcher die anderen ins Anwesen geladen hat.
Dr. Montague erhofft sich, wissenschaftliche Beweise für die Existenz von Übernatürlichem zu erlangen. Dafür mietet er einen Sommer lang das Hill House an und lädt verschiedene Gäste ein, die er aufgrund ihrer jeweiligen Erfahrung mit paranormalen Aktivitäten ausgewählt hat. Von diesen haben allerdings nur Eleanor und Theodora die Einladung angenommen. Eleanor reist daraufhin zum Anwesen, wo sie, zusammen mit Theodora, abgeschieden mit Montague und Luke Zeit verbringen wird.
Hill House hat zwei Hausverwalter, Mr. und Mrs. Dudley, welche sich weigern in der Nacht und bei Dunkelheit in der Nähe des Hauses aufzuhalten. Dabei sorgt die unverblümte und aufrichtige Art von Mrs. Dudley für eine befreiende Komik. Die vier Übernachtungsgäste fangen an, sich anzufreunden, während Dr. Montague die Geschichte des Hauses erörtert, welche Suizide und andere gewaltsame Todesfälle beinhaltet.
Allen vier Übernachtungsgästen widerfahren bald darauf seltsame Dinge während sie sich im Haus aufhalten, wozu unter anderem mysteriöse Geräusche und umherirrende Geister, seltsame Beschriftungen an den Wänden und andere unerklärliche Geschehnisse zählen. Zur selben Zeit scheint Eleanor, die mehr Phänomene zu beobachten glaubt als die anderen sie wahrnehmen, jedoch auch den Bezug zur Realität zu verlieren, wobei die Erzählung impliziert, dass zumindest einige der von ihr geschilderten Ereignisse einzig ihrer Einbildung geschuldet sind. Als weitere Möglichkeit wird angenommen, dass Eleanor über unterbewusste telekinetische Fähigkeiten verfügt, welche wiederum für einige der von ihr und den anderen Gästen erlebten Geschehnisse verantwortlich sein sollen (was die Vermutung zulässt, dass sich gar keine Geister im Haus befinden). Diese Möglichkeit wird vor allem am Anfang des Romans im Hinblick auf Eleanors Kindheitserinnerungen, in welcher sie – vornehmlich von ihr persönlich wahrgenommene – Poltergeisterfahrungen machte, erwähnt.
Zu einem späteren Zeitpunkt der Handlung erscheinen die herrische und arrogante Mrs. Montague und ihr Begleiter Arthur Parker, der Direktor einer Knabenschule, um den Untersuchungen bezüglich möglicher paranormaler Aktivitäten im Hill House für ein Wochenende lang beizuwohnen. Die beiden sind ebenfalls am Übernatürlichem interessiert, besonders an Séancen und Geisterschrift. Anders als den anderen vier Übernachtungsgäste widerfahren den beiden Neuankömmlingen keine übernatürlichen Geschehnisse, wobei Mrs. Montague durch ihre angebliche Fähigkeit, mit Geistern kommunizieren zu können, mit Eleanor Kontakt aufzunehmen scheint. Auch Mrs. Montagues Überheblichkeit und Arroganz sorgen dabei für weitere befreiende Komik in der Handlung.
Das meiste, was sich an übernatürlichen Geschehnissen ereignet, wird nur vage beschrieben, oder findet statt, ohne dass es die Charaktere selbst wahrnehmen. Eleanor und Theodora befinden sich zusammen in einem Gästezimmer und versuchen dabei, etwas vom Eindringen abzuhalten, worauf Eleanor glaubt, dass die Hand, welche sie in der Nacht gehalten hatte, nicht die von Theodora gewesen sei. Als die beiden nachts außerhalb von Hill House spazieren gehen, sehen die beiden plötzlich eine geisterhafte Familienpicknickszene, welche sich tagsüber zu ereignen scheint. Theodora schreit plötzlich los und mahnt Eleanor, wegzurennen und sich nicht umzudrehen, wobei in der Handlung nicht klargestellt wird, was genau Theodora gesehen hatte.
Im weiteren Verlauf entfernt sich Eleanors Wahrnehmung zunehmend von den tatsächlichen Vorkommnissen: Sie halluziniert ablehnendes Verhalten von Theo und Luke ihr gegenüber, und auch sonst stimmen ihre subjektiven Erlebnisse nicht mehr mit denen der anderen überein – so hört sie beispielsweise Kindersingen, das sonst niemand wahrnimmt. Sie gerät zunehmend in einen Zustand der Verzückung und nimmt im Haus jedes Geräusch wahr.
Kurz vor Ende des Buchs hat Eleanor scheinbar fast komplett den Realitätsbezug verloren, klopft an die Türen der anderen Gäste, rennt lachend durchs Haus und flüchtet schließlich in die Bibliothek, aus der sie ihre Mutter zu rufen scheint. Schließlich läuft sie die Wendeltreppe empor. Ganz oben angekommen versucht sie die Luke zum Dach zu öffnen, die aber zugenagelt ist. Die anderen sind mittlerweile am Fuß der Treppe angekommen und bitten sie herunterzukommen. Langsam erwacht sie etwas aus ihrem Wahn und erkennt auch die Gesichter wieder, die sie vorher teilweise nicht zuordnen konnte. Luke rettet sie schließlich von der Wendeltreppe, die unter dem Gewicht der beiden einzustürzen droht und kann sich selbst mit einem Sprung von der Wendeltreppe retten.
Zu diesem Zeitpunkt ist den anderen Übernachtungsgästen klar, dass das Haus anzufangen scheint, Eleanor einzunehmen. Dr. Montague und Luke machen sich dabei Sorgen um Eleanors Sicherheit und fordern sie deshalb auf, das Anwesen schnellstmöglich zu verlassen, wobei Eleanor das Haus als ihr Zuhause bezeichnet und versucht, sich dem zu widersetzen. Dr. Montague und Luke zwingen sie darauf, in ihr Auto einzusteigen, worauf sie sich verabschiedet und davonfährt. Bevor sie das Grundstück aber verlassen kann, steuert sie ihr Auto gegen einen alten Baum, zunächst bewusst, dann aber scheinbar gegen ihren eigenen Willen, weil sie denkt: „was mache ich hier? Warum tue ich das?“
Danach wird das Haus von allen verlassen, und „das was dort wandelt, wandelt allein.“

## Verfilmungen
Das Buch wurde 1963 als Bis das Blut gefriert und 1999 mit Das Geisterschloss zweimal als Spielfilm verfilmt. Im Jahr 2018 erschien auf Netflix die Miniserie Spuk in Hill House. Sie basiert auf dem Roman, weist aber auch einige inhaltliche Unterschiede zur eigentlichen Geschichte der Buchvorlage auf.

## Rezeption
Filmkritiker Markus Trutt beschreibt das Buch als „genrebestimmenden Roman-Klassiker“.

## Ausgaben
- The Haunting of Hill House, New York: Viking 1959
  - Spuk in Hill House, Übers. Wolfgang Krege, Zürich: Diogenes 1993, ISBN 978-3-257-22605-8
  - Spuk in Hill House, Übers. Eva Brunner, Borsdorf: Festa 2019, ISBN 978-3-86552-707-3